# سینوشویچ
سینوشویچ (به صربی: Sinošević) یک منطقهٔ مسکونی در صربستان است که در شاباتس واقع شده‌است. سینوشویچ ۹۱۸ نفر جمعیت دارد و ۱۲۳ متر بالاتر از سطح دریا واقع شده‌است.